# Gaurnadi
Gournadi (en bengali : গৌরনদী) est une upazila du Bangladesh dans le district de Barisal. En 1991, on y dénombrait 180 219 habitants.